# Битва у Ньивпорта
Битва у Ньивпорта (нид. Slag bij Nieuwpoort) — сражение нидерландской войны за независимость, в ходе которого повстанцы неудачно попытались овладеть Ньивпортом и другими базами испанских корсаров в Западной Фландрии.

## Предыстория
В 1600 году Мориц Оранский перенёс боевые действия во Фландрию. 21 июня его армия в составе 15—20 тысяч человек пересекла на малых судах эстуарий Шельды и высадилась у форта Филиппине, после чего в сопровождении флота, следовавшего вдоль берега моря, двинулась к Ньивпорту и осадила его. Испанский правитель Нижних земель эрцгерцог Альбрехт двинулся из Антверпена на выручку Ньивпорта, имея 10 тысяч пехоты и 1,5 тысячи конницы. В отличие от голландцев, испанцы не имели полевой артиллерии, кроме того, в случае боя на берегу голландцы могли рассчитывать на поддержку корабельной артиллерии.

## Сражение передовых сил и развёртывание армий

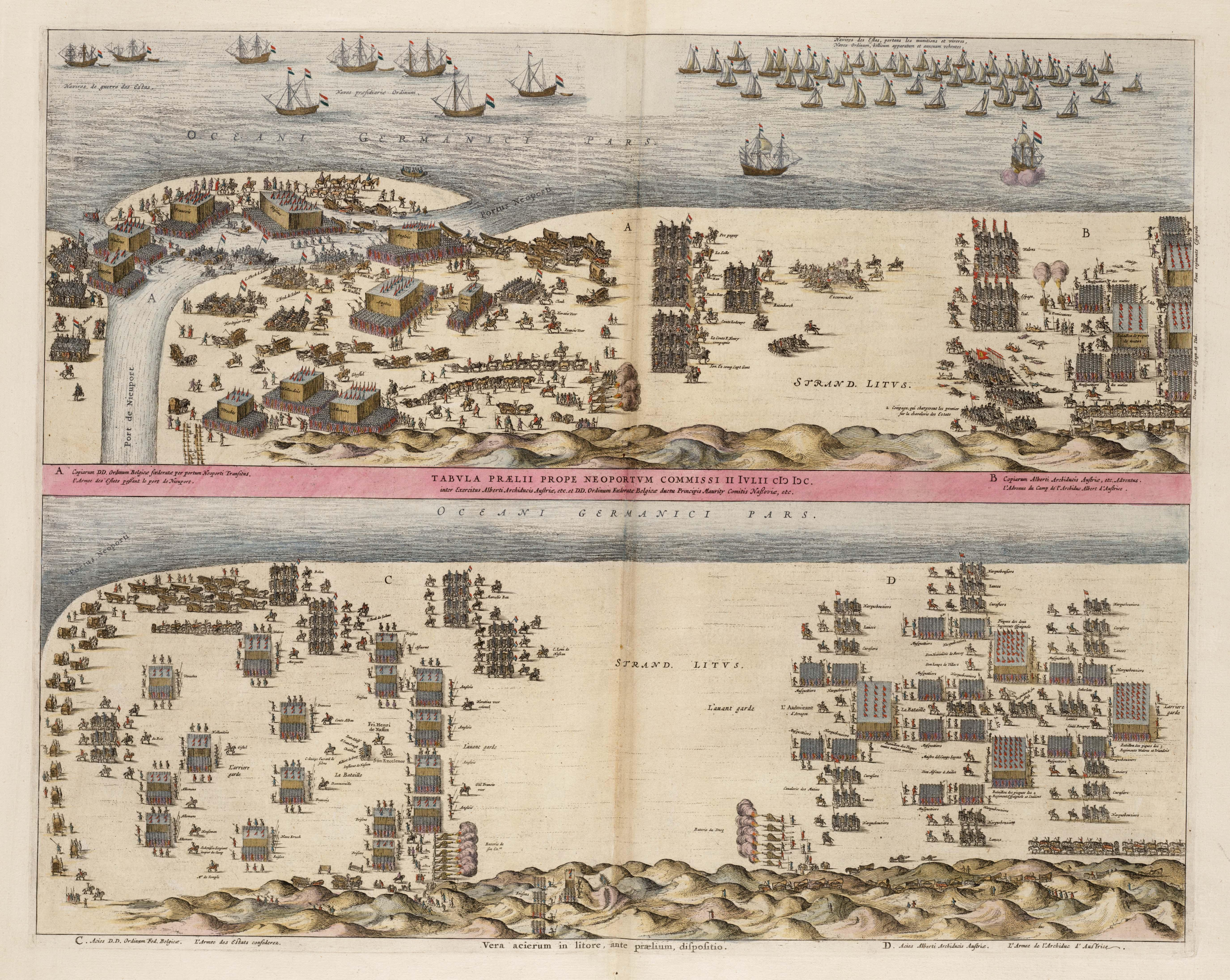
Схема битвы

Узнав о приближении испанцев, 2 июля 1600 года Мориц снял осаду Ньивпорта и двинулся к находившемуся в руках нидерландцев Остенде. Навстречу противнику он рано утром выслал два полка пехоты, четыре корнета кавалерии и два орудия с задачей задержать испанцев на переправе у Лессингена. Этот нидерландский отряд потерпел поражение и был отброшен к форту Альберт, однако выполнил свою задачу. Мориц воспользовался выигранным временем для переправы нидерландской армией через гавань во время отлива и развёртывания её в узкой прибрежной полосе, ограниченной справа песчаными дюнами.
Нидерландский авангард (9 корнетов кавалерии, 43 роты пехоты, 8 орудий) развернулся в три линии, выдвинув передовой отряд; кавалерия авангарда заняла позицию на правом фланге. Главные силы (6 корнетов кавалерии и 25 рот пехоты) расположились в две линии также с кавалерией на правом фланге. Третья линия отсутствовала, так как два полка главных сил были оставлены на южной стороне гавани. Арьергард (3 корнета кавалерии, 28 рот пехоты) развернулся в две линии с кавалерией в тылу. Часть кораблей нидерландского флота получила задачу огнём своей артиллерии не допустить испанцев к отлогому морскому берегу. Ветер дул с моря.
С целью рекогносцировки Мориц выслал вперёд кавалерийский отряд силой в пять корнетов. Этот отряд столкнулся с испанской конницей и был вынужден отступить. Испанская конница в 11 часов утра остановилась в 4—5 км от гавани, ожидая медленно двигавшуюся пехоту. Эта потеря времени испанцами была использована Морицем для завершения развёртывания своей армии.
Эрцгерцог Альбрехт построил свою армию в терции, расположенные в три линии: авангард (одна терция), главные силы (две терции на одной линии) и арьергард (одна терция). Конница находилась на левом крыле боевого порядка, будучи построенной в компактные квадратные массы.

## Ход сражения
Бой начался с перестрелки аркебузиров авангардов. Мориц выдвинул на линию своего авангарда и аркебузиров первой линии главных сил. Испанцы попытались спуститься с дюн и пройти прибрежной полосой, чтобы лишить нидерландцев возможности пользоваться при стрельбе выгодным направлением ветра, однако огонь нидерландского флота нанёс испанцам значительные потери, кроме того начался прилив, и Альбрехт приказал терциям повернуть обратно к дюнам.
В 15 часов, в момент отхода испанских терций к дюнам, Мориц приказал своей коннице и пикинёрам первой линии авангарда при поддержке огня артиллерии атаковать головную терцию противника. Атакованную нидерландцами первую терцию испанцев поддержала вторая терция. Мориц вслед за первыми линиями ввёл в бой вторые линии авангарда и главных сил.
На поддержку двух испанских терций подошла третья, и в центре завязался упорный бой с неясным результатом, в целом более благоприятный для испанцев. В это время правофланговая терция испанцев при поддержке кавалерии продвигалась вперёд; левый фланг нидерландского авангарда не мог сдержать этого натиска.
Мориц выслал два корнета кавалерии главных сил на поддержку левого фланга авангарда, а в центре ввёл в бой пехоту арьергарда. Испанская конница, не выдержав натиска нидерландской, начала отступать. Пехота испанцев лишилась помощи, а удар свежих нидерландских сил при поддержке артиллерии нарушил её строй и вынудил к отступлению, которое превратилось в беспорядочное бегство.

## Результаты
Испанцы потеряли 4 тысячи человек убитыми и тысячу ранеными; потери нидерландцев достигали двух с половиной тысяч человек. Несмотря на тактический успех, в стратегическом плане битва особых преимуществ голландцам не принесла.